# Skrzypiów
Skrzypiów – wieś w Polsce położona w województwie świętokrzyskim, w powiecie pińczowskim, w gminie Pińczów.
| SIMC    | Nazwa    | Rodzaj    |
| ------- | -------- | --------- |
| 0263455 | Zamoście | część wsi |

Po powstaniu listopadowym dobra ziemskie Skrzypiów będące własnością Jana Olrycha Szanieckiego zostały skonfiskowane za jego udział w powstaniu a on sam został skazany na karę śmierci.
W latach 1975–1998 miejscowość administracyjnie należała do województwa kieleckiego.
Przez miejscowość przebiega droga wojewódzka nr 766.